# ريان بيدفورد
ريان بيدفورد (بالإنجليزية: Ryan Bedford)‏ هو متزلج على مسار قصير أمريكي، ولد في 20 أكتوبر 1986 في يوما في الولايات المتحدة.

## وصلات خارجية
- الموقع الرسمي
- ريان بيدفورد على موقع SpeedSkatingBase.eu (الإنجليزية)
- ريان بيدفورد على موقع SpeedSkatingNews.info (الإنجليزية)
- ريان بيدفورد على موقع SpeedSkatingStats.com (الإنجليزية)
- ريان بيدفورد على موقع ShortTrackOnLine.info (الإنجليزية)
- ريان بيدفورد على موقع اللجنة الأولمبية الدولية (الإنجليزية)
- ريان بيدفورد على موقع أوليمبيديا (الإنجليزية)